# فمینیسم ماتریالیستی
فمینیسم ماتریالیستی (انگلیسی: Materialist feminism)، به‌عنوان یک رشته، مردسالاری را از نظر منافع جنسی و اقتصادی که از طریق سازوکار و ساخت جنسیت به هزینه زنان در اختیار مردان قرار می‌گیرد، مطالعه می‌کند. به‌عنوان یک جنبش، فمینیسم ماتریالیستی بخشی از فمینیسم رادیکال است، و برای الغای پدرسالاری، در فرانسه و ایتالیا پایه‌گذاری شد.
فمینیسم ماتریالیستی جنس و جنسیت را به‌عنوان سازه‌های اجتماعی می‌داند که از طریق استثمار تولیدمثلی و تبعیت جنسی زنان تولید می‌شود. مجموعه ادبیات آن شامل تحلیلی از کار زنان در ازدواج و اقتصاد، انتقاد از جریان‌های دیگر فمینیسم، ساختارشکنی جنسیت و حمایت از جنبش زنان مستقل است.
جنیفر ویک فمینیسم ماتریالیستی را این‌گونه تعریف می‌کند: «فمینیسمی که بر بررسی شرایط مادی که تحت آن ترتیبات اجتماعی، از جمله ترتیبات سلسله‌مراتب جنسیتی، توسعه می‌یابد، اصرار دارد… فمینیسم ماتریالیستی از دیدن این سلسله‌مراتب جنسیتی به‌عنوان اثر یک… مردسالاری منفرد اجتناب می‌کند و در عوض شبکه روابط اجتماعی و روانی را می‌سنجد که یک لحظه مادی و تاریخی را تشکیل می‌دهد». او بیان می‌کند که «... فمینیسم ماتریالیستی استدلال می‌کند که شرایط مادی از هر نوع، نقشی حیاتی در تولید اجتماعی جنسیت بازی می‌کند و روش‌های مختلف همکاری و مشارکت زنان در این تولیدات را مورد سنجش قرار می‌دهد».
اصطلاح فمینیسم ماتریالیستی در اواخر دهه ۱۹۷۰ ظهور کرد و با متفکرانی مانند کریستین دلفی، کولت گیومین، نیکول-کلود متیو و مونیک ویتیگ مرتبط است.